# 岡本大八
岡本 大八（おかもと だいはち、生年未詳 - 慶長17年3月21日（1612年4月21日））は、安土桃山時代から江戸時代の武将。本多正純の重臣。岡本大八事件で知られる。
江戸の与力である岡本八郎左衛門の子として生まれる。キリシタンでもあり、洗礼名はパウロという。
はじめ長崎奉行の長谷川藤広に仕えたが、やがて本多正純の家臣となった。慶長14年（1609年）、有馬晴信が長崎港外においてマードレ・デ・デウス号を攻撃したとき（ノサ・セニョーラ・ダ・グラサ号事件）、晴信の監視役を務めた。ところが大八は、この事件の際の恩賞を徳川家康に斡旋すると偽って多額の賄賂を晴信から受け取った。しかし、いつまでたっても恩賞の沙汰がないことにしびれを切らした晴信が正純と直談判したために詐欺行為が発覚。慶長17年（1612年）に晴信と直接対決が行われ、3月21日に駿府市中を引き回しのうえ、安倍川の河原で火あぶりの刑に処された。

## 登場作品
テレビドラマ
- 春日局　（1989年、NHK大河ドラマ、演：津村鷹志）
- 葵 徳川三代（2000年、NHK大河ドラマ、演：田中慶太）